# 山中柔太朗
山中 柔太朗（やまなか じゅうたろう、2001年12月23日 - ）は、日本のアイドル、俳優。ダンスボーカルグループM!LKのメンバー。
栃木県足利市出身。スターダストプロモーション制作3部所属。

## 略歴
中学3年生の時にスポーツ用品を買うために友人と訪れた東京・原宿の竹下通りでスカウトされ、その後スターダストプロモーションに所属。
EBiDAN加入後、ダンスボーカルユニットBATTLE BOYSとして活動し 、2018年8月28日、M!LKの追加メンバーとなる。
2021年11月24日、M!LKとしてシングルCD『Ribbon』でメジャーデビューした。

## 人物
- 趣味は衣装制作・動画鑑賞[9]。
- 特技はサッカー（5歳から10年間 / 栃木選抜）・コーディネート[9]。
- 好きな食べ物はチーズ、苦手な食べ物はきゅうり[4]。
- 担当カラーはクリスタルホワイト[10]。

## 出演

### テレビドラマ
- 高嶺の花 第8話・第9話（2018年8月29日・9月5日、日本テレビ） - モブ 役
- FAKE MOTION -卓球の王将-（2020年4月9日 - 5月28日、日本テレビ） - 斉藤快 役[11]
- 福岡恋愛白書17「おはようマドンナ」（2022年3月18日、KBC） - 中島翔 役
- 恋と弾丸（2022年10月28日 -12月23日 、MBS） - ギンジ 役[12]
- 飴色パラドックス（2022年12月16日 - 2023年2月10日、MBS 他） - 主演・蕪木元治 役（木村慧人とW主演）[13]
- ブラザー・トラップ（2023年1月25日 - 3月22日、TBS） - 成瀬和泉 役[14]
- 私がヒモを飼うなんて 第3話（2023年4月11日、TBS） - 成瀬和泉 役[15]
- 仮面ライダーガッチャード 第22話・第23話（2024年2月11日・2月18日、テレビ朝日） - ズキュンパイア 役
- 初めましてこんにちは、離婚してください（2024年11月8日 - 12月27日、MBS） - 黒瀬友哉 役[16]
- 君がトクベツ（2025年9月17日〈予定〉 -、MBS・TBS） - 来栖晴 役[17]

### ウェブドラマ
- 最期の授業-生き残った者だけが卒業-（2024年11月26日、UniReel） - 宮城陸 役[18]

### ウェブ番組
- 恋するメソッド Season3（2021年11月22日 - 12月13日、AbemaTV）

### 映画
- 仮面ライダーガッチャード ザ・フューチャー・デイブレイク（2024年7月26日、東映） - ズキュンパイア 役
- 静かなるドン2 前編（2024年9月13日、ライツキューブ） - 松平航 役[19]
  - 静かなるドン2 後編（2024年9月27日）[19]
- あたしの!（2024年11月8日、ギャガ） - 成田葵央 役[20][21]
- BADBOYS -THE MOVIE-（2025年5月30日、東映） - 中村寿雄 役[22]
- 君がトクベツ（2025年6月20日、ギャガ） - 来栖晴 役[23]
- 純愛上等!（2026年公開予定、S・D・P） - 主演・佐藤美鶴 役（髙松アロハとダブル主演）[24]

### 舞台
- 暁のヨナ～烽火の祈り編～（2019年11月16日 - 23日、EXシアター六本木）- ジェハ役[25][26]
- 「チコちゃんに叱られる！on STAGE」〜そのとき歴史はチコっと動いた！〜（2022年3月20日、日本青年館ホール） - 東京公演ゲスト出演

### 情報番組
- めざましテレビ（2024年10月3日・16日・25日・31日、フジテレビ） - マンスリーエンタメプレゼンター[27]

### CM
- Nikonブランドムービー『わたしたちの未来は』2021年7月～

### ランウェイ
- takagi presents TGC KITAKYUSHU 2019 by TOKYO GIRLS COLLECTION （2019年10月5日）
- マイナビ TOKYO GIRLS COLLECTION 2024 AUTUMN/WINTER（2024年9月7日）
- マイナビ TOKYO GIRLS COLLECTION 2025 SPRING/SUMMER（2025年3月1日）

### モデル
- ベネッセコーポレーション「新高1ダイレクトメール」（2017年2月28日 ｰ 4月4日）
- FCMM JAPAN 23SS イメージモデル（3月〜9月）
- 猿田彦神社 婚礼広告 （2023年）
- エイトザタラソ ユー コラボキャンペーン
- NewBalance [28]

## 書籍

### 写真集
- 山中柔太朗ファースト写真集 10ten（2023年2月14日、主婦と生活社）[29]ISBN 978-4-39-115884-7

### カレンダー
- 山中柔太朗カレンダー 2024.4-2025.3（2024年3月15日、SDP）
- 山中柔太朗カレンダー 2025.4-2026.3   (2025年2月14日発売）

## ディスコグラフィ
| 発売日        | 商品名         | 歌                           | 楽曲                                                | 備考                                           |
| ------------- | -------------- | ---------------------------- | --------------------------------------------------- | ---------------------------------------------- |
| 2024年2月19日 | 君にズッキュン | ズキュンパイア（山中柔太朗） | 「君にズッキュン」 作詞：瀧尾紗、作曲・編曲：tatsuo | 『仮面ライダーガッチャード』キャラクターソング |